# Orliwka (rejon izmailski)
Orliwka (ukr. Орлівка) – wieś na Ukrainie, w obwodzie odeskim, w rejonie izmailskim, w hromadzie Reni. Miejscowość etnicznie mołdawska.
W 2001 liczyła 3047 mieszkańców, spośród których 38 wskazało jako ojczysty język ukraiński, 49 rosyjski, 2899 mołdawski, 7 rumuński, 23 bułgarski, 1 białoruski, 16 gagauski, 7 romski, a 7 inny.